# Can't Dance
"Can't Dance" é uma canção gravada pela cantora norte-americana Meghan Trainor. Foi escrita por Trainor, junto com Jacob Kasher Hindlin e Andrew Wells, sendo produzido pelo último. A canção foi anunciada em 8 de maio de 2018, junto com sua capa e data de lançamento. A faixa foi lançada em 11 de maio de 2018 pela Epic Records, servindo como terceiro single do disco, depois de "No Excuses" e "Let You Be Right".

## Antecedentes e lançamento
"Can't Dance" foi escrita por Trainor, Andrew Wells e Jacob Kasher Hindlin, e produzido por este último. Trainor anunciou a música respondendo seus fãs em março de 2018, e mais tarde anunciou oficialmente a canção em seu Instagram em 8 de maio de 2018. Foi lançado depois de "Let You Be Right", liberado um dia antes. Sobre sua decisão de lançar dois singles na mesma semana, Trainor disse: "Eu e meu time conversamos sobre isso, e eu simplesmente não posso esperar mais para compartilhar as músicas deste álbum".

## Composição
Liricamente, a música vê Trainor pedindo para um "garoto tímido" para se juntar a ela na pista de dança, com Trainor cantando "Mesmo que você não possa dançar, apenas segure meus quadris".

## Histórico de lançamento
| País  | Data               | Formato                     | Gravadora |
| ----- | ------------------ | --------------------------- | --------- |
| Mundo | 11 de maio de 2018 | Download digital, streaming | Epic      |